# Mileva Filipović
Mileva Jovanova Filipović z domu Kalezić (ur. 4 września 1938 w Spužu, zm. 11 lipca 2020 w Podgoricy) – czarnogórska socjolożka, profesor Uniwersytetu Czarnogóry, zajmowała się m.in. gender studies.

## Życiorys
Ukończyła studia na wydziale socjologii Uniwersytetu w Belgradzie w 1973 roku. Tytuł magistra uzyskała w 1976 roku. Przebywała we Francji jako stypendystka na École normale supérieure, gdzie pracowała nad doktoratem pod kierunkiem Louisa Althussera; stopień doktora uzyskała w 1983 roku. Pracowała od 1974 roku na Uniwersytecie w Titogradzie jako docent, od 1995 jako profesor nadzwyczajny i w latach 1998–2003 jako profesor zwyczajny na wydziale prawa Uniwersytetu Czarnogóry. Próbowała bez powodzenia otworzyć studia kobiece w Czarnogórze. Miała trzech synów: Vladimira, Nebojšę i Slobodana. Została pochowana na cmentarzu w Dobrskiej Župie.

## Działalność naukowa
Zajmowała się badaniami socjologicznymi, strukturalistycznymi i epistemologicznymi. Od około 2000 roku w kręgu jej zainteresowania znalazły się gender studies oraz feminizm – wprowadziła pojęcie gender do czarnogórskiego dyskursu naukowego. Od 2001 roku zajęła się tłumaczeniami dzieł francuskich dla wydawnictwa CID.

### Wybrane publikacje
- Radnička klasa i oslobođenje žena (1979)[3]
- Istorijski materijalizam i strukturalizam u sociološkoj misli (1984)[3]
- Uvod u opštu sociologiju (1995)[2]
- Uvod u opštu sociologiju (1998)[3]
- Društvena moć žena u Crnoj Gori (2003)[3]